# Aquinói Szent Tamás Pápai Egyetem
Az Aquinói Szent Tamás Pápai Egyetem (Angelicum néven is ismert) a domonkosok római egyeteme.

## Történelem
Az intézményt 1577-ben alapította XIII. Gergely pápa a rendi növendékek oktatása céljából. 1727-ben XIII. Benedek pápa engedélyezte, hogy külső hallgatók is akadémiai fokozatot szerezzenek. XIII. Leó pápa 1882-ben filozófiai, 1896-ban kánonjogi fakultással bővítette.
1909-ben – a három meglévő fakultást megtartva – Angelicum Nemzetközi Pápai Intézetté szervezték át. 1963 óta pápai egyetem, és jelenlegi nevét is akkor kapta. 1974-ben önálló fakultás lett az 1955 óta a filozófiai kar keretein belül működő Társadalomtudományok Intézete.